# Chiromyscus langbianis
Chiromyscus langbianis o Niviventer langbianis según otras taxonomías es una especie de roedor de la familia Muridae.

## Distribución geográfica
Se encuentra en el este de la India, Laos, Birmania, Tailandia, Vietnam y extremo sur de China.